# Carley Thomas
Carley Thomas (26 de diciembre de 2000) es una deportista de Australia que compite en atletismo. Ganó una medalla de plata en el Campeonato Mundial de Atletismo Sub-20 de 2018, en la prueba de 800 m.